# Calcutta Journal of Natural History
Calcutta Journal of Natural History (abreviado Calcutta J. Nat. Hist.) fue una revista ilustrada con descripciones botánicas que fue editada en la India. Se publicaron 8 volúmenes en los años 1840-1847, con el nombre de Calcutta Journal of Natural History, and Miscellany of the Arts and Sciences in India. Calcutta.